# Râul Moreni
Râul Moreni este un curs de apă, afluent al râului Tazlău. Cursul este uneori denumit Râul Berzunți. 

## Hărți
- Ovidiu Gabor - Economic Mechanism in Water Management  Arhivat în 5 martie 2009, la Wayback Machine.